# لوسي ماي باركر
لوسي ماي باركر (بالإنجليزية: Lucy May Barker)‏ (و. 1992  م) هي ممثلة، وممثلة أفلام بريطانية، ولدت في لنكولن.

## وصلات خارجية
- لوسي ماي باركر على موقع IMDb (الإنجليزية)
- لوسي ماي باركر على موقع قاعدة بيانات الأفلام السويدية (السويدية)

- لوسي ماي باركر في قاعدة بيانات الأفلام على الإنترنت